# Le Café de mes souvenirs
Pour plus de détails, voir Fiche technique et Distribution.
Le Café de mes souvenirs est un film musical franco-finlandais,,,.
Le film est réalisé et écrit par Valto Baltzar. La musique est composée par Heikki Sarmanto. L'Orchestre Philharmonique de la Ville de Prague interprète la bande originale du film.
Eveliina Kauhanen, Lionel Nakache, Anouchka Delon, Irina Björklund, Jorma Uotinen, Ilkka Merivaara, Minna Koskela, Gaëla Le Devehat, Marja Packalén, Niko Saarela, Rainer Kaunisto, Matti Onnismaa, Elias Keränen, Ines Kakkonen, Ursula Salo, Larissa Saari et Victoire Vecchierini jouent dans le film.

## Intrigue du film
Le Café de mes Souvenirs est l’histoire d’amour d’Émilie et Philippe. L’histoire se déroule à Helsinki, où Émilie travaille dans le café de sa mère, et Philippe, un Français, a déménagé en Finlande pour travailler comme professeur de français. Leur histoire d’amour évolue comme une comédie musicale, avec chant et danse – jusqu’à ce qu’ils soient confrontés à certaines dures réalités de la vie. Le monde qui entoure nos amoureux devient de plus en plus difficile, et la véritable humanité n’est pas facile à trouver. La société devient de plus en plus fragmentée, et tout le monde ne parvient pas à suivre. Philippe trébuche, mais malgré toutes ses épreuves, décide de s’en sortir.

## Tournage
Le film est présenté comme un hommage à Jacques Demy et aux Les Parapluies de Cherbourg.
Le film a été tourné à Helsinki, Kauniainen, Sipoo, Porvoo, Paris et Cherbourg,.
Le Café de mes souvenirs a remporté le prix de la meilleure scénographie au Festival du Film d'Ischia en Italie en 2021.
Le film a été achevé en 2021. Il a reçu une reconnaissance honorifique en étant choisi comme film de clôture du Festival International du Film de Moscou en 2021. La première du film a eu lieu à Beverly Hills, Los Angeles, le 4 juillet 2025,.

## Fiche technique
Le producteur du film est Valto Baltzar. Le film a été produit par la société finlandaise Golden Film Oy,.
- Réalisateur: Valto Baltzar
- Production: Tuotanto Filmi Katse Oy
- Année de production : 2021
- Première: 2025
- Pays: Finlande et France
- Genre: fiction
- Durée: 106 min
- Couleur: couleur
- Son: son
- Budget du film:
- Recettes au box-office:

- Scénario: Valto Baltzar

- Producteur: Valto Baltzar
- Cinematographie: Kimmo Koskela
- Montage: Kimmo Koskela
- Montage: Meri Itäkodes
- Conception sonore: Juuso Oksala
- Compositeur: Heikki Sarmanto
- Décors: Maria Jännes
- Costumes: Anu Gould[13]

## Distribution
Le film Le Café de mes souvenirs a été distribué à l’international par Voce Spettacolo. Le film a été projeté pour la première fois en salle le 4 juillet 2025 au Lumière Cinema at the Music Hall à Beverly Hills, en Californie (États-Unis). La séance du film s’est terminée au cinéma Lumière le 10 juillet 2025. 

## Avis
Le principal mérite du film, selon le critique de cinéma du journal Kommersant Andreï Plakhov en 2021, réside cependant dans le fait qu’il ne copie pas les modèles français, mais crée un paysage pictural et un style de costumes fondés sur les réussites nationales reconnues - le design écologique de Yrjö Kukkapuro et Marimekko. Quant à la musique (le film n’est pas un opéra, mais en partie une comédie musicale), elle a aussi des racines finlandaises : la bande sonore éclectique est basée sur des chansons et des compositions de jazz de Heikki Sarmanto. L’intrigue du nouveau film, tout en restant à un niveau général, reprend celle du film de Demy connu de tous, mais avec une différence importante.
La partie la plus touchante et la plus drôle du film se déroule à Cherbourg, où Philippe voyage avec ses collègues finlandais – des enseignants fans des Parapluies de Cherbourg. Ils s’installent dans un hôtel qui avait autrefois accueilli Jacques Demy et les principaux acteurs du film – Nino Castelnuovo et Catherine Deneuve, devenue le symbole de la France, pendant le tournage du célèbre long métrage.
Lionel Nakache et Eveliina Kauhanen ne sont pas à la hauteur de Castelnuovo et Deneuve, mais tiennent leurs rôles. Et c’est même bien qu’ils soient différents. Tout comme le fait que le film se concentre sur l’environnement finlandais des protagonistes, faisant évoluer tout un ballet de personnages un peu ridicules, pas du tout jeunes, mais attachants. Et pour ne pas perdre l’esprit français du film, Anouchka Delon, la fille d’un acteur légendaire français, a été invitée à jouer le rôle du nouvel amour du protagoniste. Mais c’est pourtant la romance finlandaise, l’humour finlandais et la mentalité finlandaise qui justifient ce projet cinématographique risqué et donnent corps à l’idée d’amour pour la France du film.
Le journaliste culturel Gennady Zakharov a décrit le film de la cérémonie de clôture du Festival international du film de Moscou 2021 comme émouvant et triste.

## Récompenses
Le film a remporté le prix Aenaria du Festival international du film d'Ischia en Italie en 2021.
Le Festival international du film de Catane a décerné à l’actrice Eveliina Kauhanen le prix de la meilleure nouvelle actrice en 2021.